# Wharton (Cumbria)
Wharton is een civil parish in het bestuurlijke gebied Eden, in het Engelse graafschap Cumbria. In 2001 telde het civil parish 31 inwoners.